# Délinquance situationnelle
Pour un article plus général, voir Délinquance.
En criminologie, l'expression délinquance situationnelle désigne une délinquance de circonstance, par opposition aux récidivistes.

## Généralités
D'après l'analyse de Martin R. Haskell et Lewis Yablonsky (en) dans leur ouvrage Criminology - Crime and Criminality (1974), le délinquant situationnel (qui s'oppose à la « carrière de délinquant ») est une personne qui a enfreint la loi dans certaines circonstances mais qui n'a normalement pas tendance à commettre des infractions et chez qui la probabilité de récidive est faible.

## Délinquance sexuelle
Dans le domaine des infractions sexuelles, un délinquant sexuel situationnel est une personne dont le comportement a pour cadre un comportement sexuel situationnel, c'est-à-dire que son comportement sexuel s'écarte de ses habitudes. Ce terme est en opposition avec les « délinquants préférentiels », dont l'infraction correspond à leur comportement typique. Ainsi, un pédocriminel préférentiel commet toujours ses crimes contre des enfants, alors qu'un délinquant situationnel pratique ses activités sexuelles parmi son groupe de pairs (en).
Pour  Claire Ducro et Thierry H. Pham, « Les études sur l’hétérogénéité des agresseurs sexuels d’enfants font la distinction entre des individus présentant une déviance sexuelle envers les enfants et des individus ne présentant pas spécifiquement de déviance mais où le passage à l’acte a lieu dans un certain contexte. On parlera donc d’agression sexuelle situationnelle. Cette distinction mène à une classification : le délinquant préférentiel versus le délinquant situationnel ».